# Clemaxia angusticornis
Clemaxia angusticornis är en tvåvingeart som beskrevs av Günther Enderlein 1942. Clemaxia angusticornis ingår i släktet Clemaxia och familjen Pyrgotidae. Inga underarter finns listade i Catalogue of Life.